# درازدامن
درازدامن (انگلیسی: Quetzal) به گروهی از پرندگان با رنگ‌های تند گفته می‌شود که جزئی از خانواده لانه‌کنان هستند.